# Love And Peace Or Else
"Love And Peace Or Else" es el cuarto tema del disco de U2 del año 2004, titulado How To Dismantle An Atomic Bomb.
La versión temprana de esta canción viene de las sesiones de estudio de Pop. Lo que estuvo al servicio de Atomic Bomb’s "big plea for peace", como canción siguiendo los pasos de Sunday Bloody Sunday, Please, Miss Sarajevo, y Peace on Earth.
Durante las presentaciones en el Vertigo Tour, al interpretar Love and Peace or Else Larry Mullen Jr. se movía del centro del eclipse hasta el extremo del golden circle donde tocaba una tarola de batería por casi toda la canción. Cuando llegaba el fin Bono tocaba el final y parte del inicio de la canción Sunday Bloody Sunday. También en algunos conciertos Mullen cantaba parte del coro "Release, release, release, release", al lado de Bono.